# Vladímir Belous
Vladímir Belous [en ruso: Владимир Белоус] (29 de julio de 1993) es un jugador de ajedrez ruso, que tiene el título de Gran Maestro desde 2013.
En el ranking de la Federación Internacional de Ajedrez (FIDE) del mayo de 2016, tenía un Elo de 2557 puntos, lo que le convertía en el jugador número 62 (en activo) de Rusia, y el número 395 del ranking mundial. Su máximo Elo fue de 2641 puntos en la lista de mayo de 2014 (posición 295 en el ranking mundial).

## Resultados destacados en competición
Belous ganó el Abierto de Moscú en 2011. En 2012 fue subcampeón, empatado con los mismos puntos que el campeón, Vladislav Artemiev, en el Campeonato del Mundo de jóvenes estrellas. En 2016 fue campeón del Abierto de Chicago con 7½ de 9 y por delante de veinte Grandes Maestros Internacionales, obteniendo un premio de 10 000 dólares.